# Chevinay
Chevinay é uma comuna francesa na região administrativa de Auvérnia-Ródano-Alpes, no departamento de Ródano. Estende-se por uma área de 8,82 km². Em 2010 a comuna tinha 583 habitantes (densidade: 66,1 hab./km²).